# Dreiband-Europameisterschaft 1983

Logo CEB (ausrichtender Verband)

Veranstaltungsort: Dünkirchen

Die Dreiband-Europameisterschaft 1983 war das 41. Turnier in dieser Disziplin des Karambolagebillards und fand vom 27. bis 30. Januar 1983 in Dünkirchen statt. Es war die sechste Dreiband-EM in Frankreich.

## Geschichte
Raymond Ceulemans gewann wieder einmal mit allen Turnierrekorden die Dreiband-EM. Es war sein 21. Titel in den letzten 22 Jahren. Einmal konnte er aus gesundheitlichen Gründen nicht teilnehmen. Dadurch gewann im Jahr 1973 sein Landsmann Arnold de Paepe. Das System mit 15 Spielern wurde nur in diesem Jahr gespielt. Es war die letzte Europameisterschaft die bis 60 Punkte gespielt wurde. Der junge Schwede Torbjörn Blomdahl, der im Vorjahr nur den letzten Platz belegen konnte, wurde sensationell Zweiter. Der deutsche Meister Günter Siebert spielte eine sehr gute Vorrunde und zog ungeschlagen in die Finalrunde ein. In der Finalrunde konnte er dann kein Spiel gewinnen und wurde Sechster.

## Modus
Gespielt wurde in der Vorrunde im System „Jeder gegen Jeden“ bis 60 Punkte mit Nachstoß/Aufnahmegleichheit. Die beiden Gruppenersten qualifizierten sich für die Finalrunde, wobei die gespielte Partie mitgenommen wurde. Die Gruppendritten spielten um Platz 7. Die Gruppenvierten spielten um Platz 10. Die Gruppenfünften spielten um Platz 13.

## Vorrunden Gruppen
| MP    | Match Points (Sieger = 2; Unentschieden = 1; Verlierer = 0) |
| Pkte. | Erzielte Karambolagen                                       |
| Aufn. | Benötigte Versuche                                          |
| GD    | Generaldurchschnitt                                         |
| BED   | Bester Einzeldurchschnitt eines Spielers                    |
| HS    | Höchstserie                                                 |
|       | Bester GD des Turniers                                      |
|       | Bester ED des Turniers                                      |
|       | Beste HS des Turniers                                       |
|       | 1. Platz (Gold)                                             |
|       | 2. Platz (Silber)                                           |
|       | 3. Platz (Bronze)                                           |

| Abschlusstabelle Gruppe A | Abschlusstabelle Gruppe A | Abschlusstabelle Gruppe A | Abschlusstabelle Gruppe A | Abschlusstabelle Gruppe A | Abschlusstabelle Gruppe A | Abschlusstabelle Gruppe A | Abschlusstabelle Gruppe A |
| Platz                     | Name                      | MP                        | Pkte.                     | Aufn.                     | GD                        | BED                       | HS                        |
| ------------------------- | ------------------------- | ------------------------- | ------------------------- | ------------------------- | ------------------------- | ------------------------- | ------------------------- |
| 1                         | Raymond Ceulemans         | 8:0                       | 240                       | 172                       | 1,395                     | 1,578                     | 17                        |
| 2                         | Torbjörn Blomdahl         | 6:2                       | 220                       | 211                       | 1,042                     | 1,463                     | 8                         |
| 3                         | Hans Laursen              | 4:4                       | 185                       | 228                       | 0,811                     | 0,938                     | 5                         |
| 4                         | Franz Stenzel             | 2:6                       | 171                       | 236                       | 724                       | 0,689                     | 6                         |
| 5                         | Gabriel Cirer             | 0:8                       | 159                       | 269                       | 0,591                     | –                         | 5                         |

| Abschlusstabelle Gruppe B | Abschlusstabelle Gruppe B | Abschlusstabelle Gruppe B | Abschlusstabelle Gruppe B | Abschlusstabelle Gruppe B | Abschlusstabelle Gruppe B | Abschlusstabelle Gruppe B | Abschlusstabelle Gruppe B |
| Platz                     | Name                      | MP                        | Pkte.                     | Aufn.                     | GD                        | BED                       | HS                        |
| ------------------------- | ------------------------- | ------------------------- | ------------------------- | ------------------------- | ------------------------- | ------------------------- | ------------------------- |
| 1                         | Günter Siebert            | 8:0                       | 240                       | 213                       | 1,126                     | 1,276                     | 11                        |
| 2                         | Richard Bitalis           | 6:2                       | 236                       | 203                       | 1,162                     | 1,395                     | 8                         |
| 3                         | Johann Scherz             | 4:4                       | 209                       | 221                       | 0,945                     | 1,071                     | 8                         |
| 4                         | Daniel Bruggheman         | 2:6                       | 179                       | 211                       | 0,848                     | 1,016                     | 9                         |
| 5                         | Zoltan Kovaç              | 0:8                       | 158                       | 224                       | 0,705                     | –                         | 7                         |

| Abschlusstabelle Gruppe C | Abschlusstabelle Gruppe C | Abschlusstabelle Gruppe C | Abschlusstabelle Gruppe C | Abschlusstabelle Gruppe C | Abschlusstabelle Gruppe C | Abschlusstabelle Gruppe C | Abschlusstabelle Gruppe C |
| Platz                     | Name                      | MP                        | Pkte.                     | Aufn.                     | GD                        | BED                       | HS                        |
| ------------------------- | ------------------------- | ------------------------- | ------------------------- | ------------------------- | ------------------------- | ------------------------- | ------------------------- |
| 1                         | Egidio Vierat             | 6:2                       | 240                       | 237                       | 1,012                     | 1,111                     | 7                         |
| 2                         | Ludo Dielis               | 6:2                       | 222                       | 220                       | 1,009                     | 1,538                     | 9                         |
| 3                         | Joop de Wilde             | 4:4                       | 221                       | 246                       | 0,898                     | 1,071                     | 8                         |
| 4                         | Jorge Theriaga            | 2:6                       | 179                       | 233                       | 0,768                     | 0,967                     | 7                         |
| 5                         | Francesco Monticciolo     | 0:8                       | 161                       | 238                       | 0,676                     | –                         | 9                         |

### Platzierungsspiele
| Platz                 | Name                  | MP  | Pkte | Aufn. | GD    | BED   | HS |
| --------------------- | --------------------- | --- | ---- | ----- | ----- | ----- | -- |
| Spiele um Platz 13–15 |                       |     |      |       |       |       |    |
| 13                    | Zoltan Kovaç          | 4:0 | 120  | 171   | 0,701 | 0,759 | 5  |
|                       | Zoltan Kovaç          | 2:0 | 60   | 92    | 0,652 | 0,652 | 5  |
|                       | Francesco Monticciolo | 0:2 | 53   | 92    | 0,576 | –     | 5  |
|                       | Zoltan Kovaç          | 2:0 | 60   | 79    | 0,759 | 0,759 | 3  |
|                       | Gabriel Cirer         | 0:2 | 43   | 79    | 0,544 | –     | 4  |
| 14                    | Gabriel Cirer         | 2:2 | 103  | 148   | 0,695 | 0,869 | 7  |
|                       | Gabriel Cirer         | 2:0 | 60   | 69    | 0,869 | 0,869 | 7  |
|                       | Francesco Monticciolo | 0:2 | 59   | 69    | 0,855 | –     | 5  |
| 15                    | Francesco Monticciolo | 0:4 | 112  | 161   | 0,695 | –     | 5  |
| Spiele um Platz 10–12 |                       |     |      |       |       |       |    |
| 10                    | Jorge Theriaga        | 4:0 | 120  | 122   | 0,983 | 1,132 | 9  |
|                       | Jorge Theriaga        | 2:0 | 60   | 53    | 1,132 | 1,132 | 9  |
|                       | Franz Stenzel         | 0:2 | 44   | 53    | 0,830 | –     | 7  |
|                       | Jorge Theriaga        | 2:0 | 60   | 69    | 0,869 | 0,869 | 7  |
|                       | Daniel Bruggheman     | 0:2 | 53   | 69    | 0,768 | –     | 5  |
| 11                    | Franz Stenzel         | 1:3 | 104  | 130   | 0,800 | 0,779 | 7  |
|                       | Franz Stenzel         | 1:1 | 60   | 77    | 0,779 | 0,779 | 4  |
|                       | Daniel Bruggheman     | 1:1 | 60   | 77    | 0,779 | 0,779 | 5  |
| 12                    | Daniel Bruggheman     | 1:3 | 113  | 146   | 0,773 | 0,779 | 5  |
| Spiele um Platz 7–9   |                       |     |      |       |       |       |    |
| 7                     | Johann Scherz         | 2:2 | 115  | 116   | 0,991 | 0,983 | 8  |
|                       | Johann Scherz         | 0:2 | 55   | 55    | 1,000 | –     | 5  |
|                       | Joop de Wilde         | 2:0 | 60   | 55    | 1,090 | 1,090 | 5  |
|                       | Johann Scherz         | 2:0 | 60   | 61    | 0,983 | 0,983 | 8  |
|                       | Hans Laursen          | 0:2 | 46   | 61    | 0,754 | –     | 4  |
| 8                     | Joop de Wilde         | 2:2 | 113  | 116   | 0,974 | 1,090 | 5  |
|                       | Joop de Wilde         | 0:2 | 53   | 61    | 0,868 | –     | 4  |
|                       | Hans Laursen          | 2:0 | 60   | 61    | 0,983 | 0,983 | 5  |
| 9                     | Hans Laursen          | 2:2 | 106  | 122   | 0,868 | 0,983 | 5  |

## Finalrunde
| Abschlusstabelle | Abschlusstabelle  | Abschlusstabelle | Abschlusstabelle | Abschlusstabelle | Abschlusstabelle | Abschlusstabelle | Abschlusstabelle |
| Platz            | Name              | MP               | Pkte.            | Aufn.            | GD               | BED              | HS               |
| ---------------- | ----------------- | ---------------- | ---------------- | ---------------- | ---------------- | ---------------- | ---------------- |
| 1                | Raymond Ceulemans | 10:0             | 300              | 225              | 1,333            | 1,666            | 10               |
| 2                | Torbjörn Blomdahl | 6:4              | 276              | 250              | 1,104            | 1,395            | 12               |
| 3                | Egidio Vierat     | 4:6              | 273              | 261              | 1,045            | 1,111            | 8                |
| 4                | Richard Bitalis   | 4:6              | 278              | 268              | 1,037            | 1,132            | 10               |
| 5                | Ludo Dielis       | 4:6              | 270              | 273              | 0,989            | 1,276            | 10               |
| 6                | Günter Siebert    | 2:8              | 231              | 247              | 0,935            | 1,052            | 11               |

## Abschlusstabelle
| Endklassement              | Endklassement         | Endklassement | Endklassement | Endklassement | Endklassement | Endklassement | Endklassement | Endklassement |
| Platz                      | Name                  | MP            | Pkte.         | Aufn.         | GD            | BED           | HS            |               |
| -------------------------- | --------------------- | ------------- | ------------- | ------------- | ------------- | ------------- | ------------- | ------------- |
| 1                          | Raymond Ceulemans     | 16:0          | 480           | 354           | 1,355         | 1,666         | 17            |               |
| 2                          | Torbjörn Blomdahl     | 12:4          | 456           | 418           | 1,090         | 1,463         | 12            |               |
| 3                          | Egidio Vierat         | 10:6          | 453           | 444           | 1,020         | 1,111         | 8             |               |
| 4                          | Richard Bitalis       | 10:6          | 458           | 414           | 1,106         | 1,395         | 10            |               |
| 5                          | Ludo Dielis           | 10:6          | 450           | 439           | 1,025         | 1,538         | 10            |               |
| 6                          | Günter Siebert        | 8:8           | 411           | 403           | 1,019         | 1,276         | 11            |               |
| 7                          | Johann Scherz         | 6:6           | 324           | 337           | 0,961         | 1,071         | 8             |               |
| 8                          | Joop de Wilde         | 6:6           | 334           | 362           | 0,922         | 1,090         | 8             |               |
| 9                          | Hans Laursen          | 6:6           | 291           | 350           | 0,831         | 0,983         | 5             |               |
| 10                         | Jorge Theriaga        | 6:6           | 299           | 355           | 0,842         | 1,132         | 9             |               |
| 11                         | Franz Stenzel         | 3:9           | 275           | 366           | 0,751         | 0,779         | 7             |               |
| 12                         | Daniel Bruggheman     | 3:9           | 292           | 357           | 0,817         | 1,016         | 9             |               |
| 13                         | Zoltan Kovaç          | 4:8           | 278           | 395           | 0,703         | 0,759         | 7             |               |
| 14                         | Gabriel Cirer         | 2:10          | 262           | 417           | 0,628         | 0,869         | 7             |               |
| 15                         | Francesco Monticciolo | 0:12          | 273           | 399           | 0,684         | –             | 9             |               |
| Turnierdurchschnitt: 0,918 |                       |               |               |               |               |               |               |               |